# Состер (Виченца)
Состер је насеље у Италији у округу Виченца, региону Венето.
Према процени из 2011. у насељу је живело 27 становника. Насеље се налази на надморској висини од 643 м.